# Sainte-Feyre-la-Montagne
 Sainte-Feyre-la-Montagne  là một xã thuộc tỉnh Creuse trong vùng Nouvelle-Aquitaine miền trung nước Pháp. Xã này nằm ở khu vực có độ cao trung bình 540 mét trên mực nước biển.